# Juliane Engelbrecht

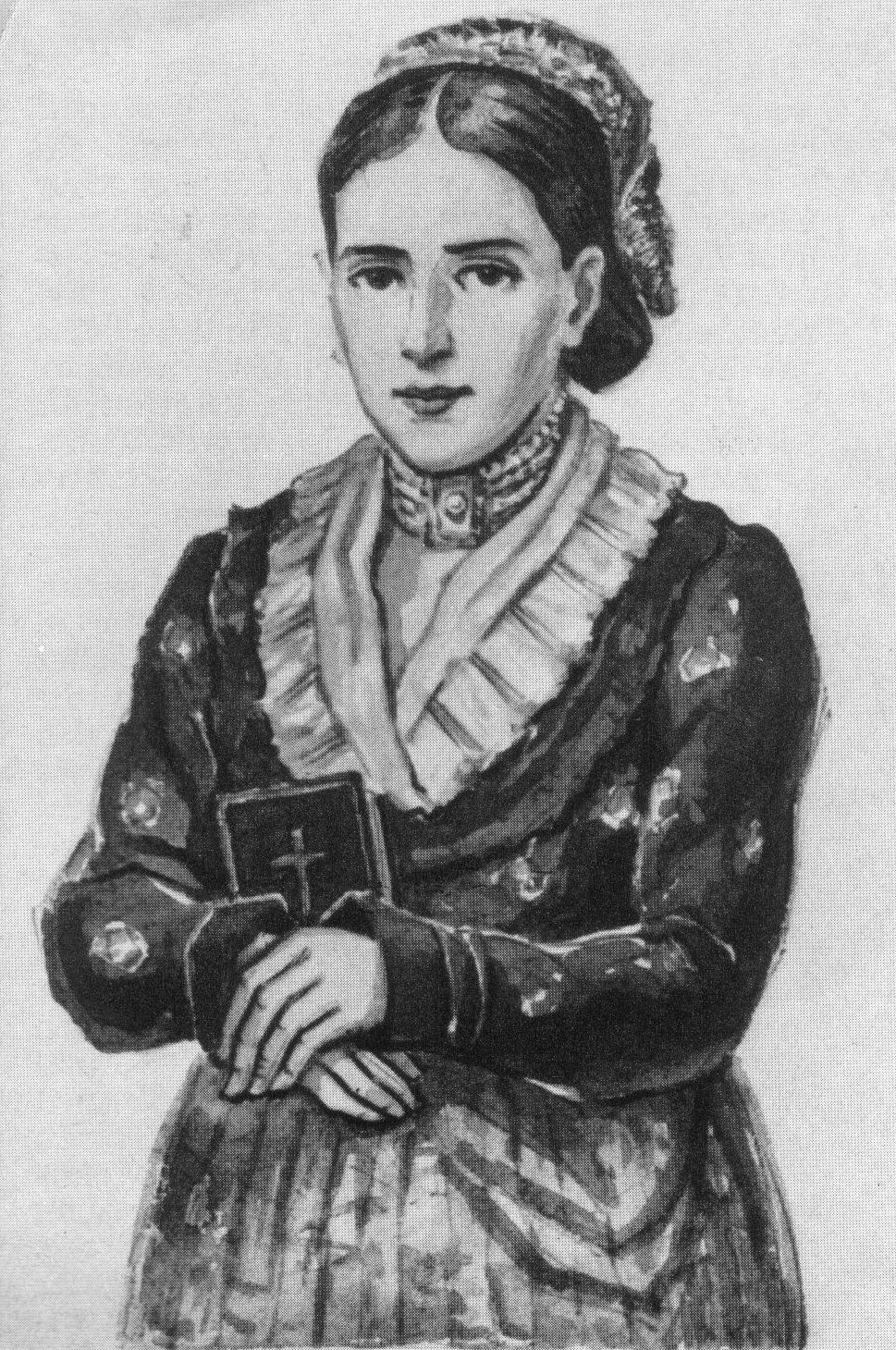
Juliane Engelbrecht

Juliane Engelbrecht (auch: Juliana Engelbrecht) (* 7. Februar 1835 in Burgweinting, Bayern; † 7. April 1853 ebenda) war eine katholische Jungfrau und Dulderin, die angeblich über einen Zeitraum von acht Jahren nur von der Heiligen Eucharistie gelebt haben soll.

## Leben
Juliane Engelbrecht wurde als sechstes von acht Kindern der Eheleute Georg und Regina Engelbrecht auf dem Bruckhof in Burgweinting, einem damals kleinen Dorf südöstlich von Regensburg, geboren. Die Eltern waren einfache und fromme Kleinbauern. Engelbrecht entwickelte sich altersgemäß und zeigte keine Anzeichen einer besonderen Begnadigung. Ihr Betragen soll laut Zeitzeugen stets tadellos gewesen sein, ihre Leistungen in der Schule gut, ganz besonders im Religionsunterricht und in den naturwissenschaftlichen Fächern.
Nachdem Engelbrecht im Alter von zehn Jahren die Erstkommunion empfangen hatte, war auffällig, dass sie nach dem Gang aus der Kirche keine Speisen bei sich behalten konnte beziehungsweise erbrach. Da dieser Zustand tagelang andauerte, konsultierten die ratlosen Eltern des Mädchens, die zunächst glaubten, dieser Zustand werde durch Eigensinn und Einbildung ihrer Tochter hervorgerufen, den Regensburger Arzt Karl Herrich-Schäffer. Dieser versuchte zunächst, Engelbrechts Zustand mittels Tabletten zu verbessern, doch auch das half nicht, auch diese erbrach sie, selbst Wasser konnte sie nicht bei sich behalten. Daraufhin wurde die Medikamententherapie eingestellt.
Obwohl Engelbrecht seit April 1845, also ab ihrem 11. Lebensjahr, angeblich so gut wie keine Nahrung mehr zu sich nahm, soll ihre weitere Entwicklung normal analog zu der anderer Kinder verlaufen sein. Engelbrechts angeblich einzige Speise war die zur Heiligen Kommunion, die sie alle acht bis vierzehn Tage empfing. Zu der Unfähigkeit, Speisen bei sich zu behalten, kam bei Engelbrecht in der Folge eine weitere seltsame Form von nahezu unerträglichen Schmerzen hinzu, die sich besonders an Freitagen noch steigerten. Nur an hohen Festtagen war das junge Mädchen beschwerdefrei und konnte sich oft sogar in die Kirche tragen lassen. An Engelbrechts Krankenlager versammelten sich viele Besucher, die sich von ihr Trost und Erbauung versprachen. Die Besucherzahlen waren so hoch, dass das zuständige Pfarramt sich veranlasst sah, Besucher nur noch nach ausdrücklicher Genehmigung zu Engelbrecht vorzulassen. Sogar Naturforscher aus Berlin kamen nach Burgweinting. Auch der damalige Bischof von Regensburg Valentin von Riedl besuchte Engelbrecht und von den Karmeliten in Regensburg erhielt sie religiöse Literatur, die sie, wenn es ihr Zustand erlaubte, eifrig studierte. Laut Zeitzeugen soll man Engelbrecht meist so angetroffen haben: In der Hand hielt sie den Rosenkranz und auf dem Bett lagen ein oder mehrere religiöse Bücher oder Bildchen. Auch sollen Personen aus Engelbrechts Umfeld erzählt haben, dass das junge Mädchen die Heilige Kommunion „wie ein Engel“, also in engelsgleicher Andacht empfing, und dass es aufbauend gewesen sei, Engelbrecht kommunizieren zu sehen.
Im Alter von 18 Jahren starb Engelbrecht und wurde zunächst auf dem Burgweintinger Friedhof beigesetzt. Herrich-Schäffer soll im Beisein eines Assistenzarztes an der Leiche  Engelbrechts eine Sektion durchgeführt haben, deren Ergebnis gewesen sei, dass in den Eingeweiden keinerlei „Schlacken“ gefunden wurden. Nur Teile von ungesäuertem Brot, also der Heiligen Hostie sollen mikroskopisch nachgewiesen worden sein.

## Nachleben
Juliane Engelbrecht wurde von der Burgweintinger Bevölkerung hochverehrt. 1919 erschien auf Betreiben des Bürgermeisters ein kleines Büchlein über ihr Leben. Während des Zweiten Weltkrieges und der Nachkriegszeit war es üblich, dass die Erstkommunikanten von Regensburg an Engelbrechts Grab zogen, um dort zu beten. Bischof Michael Buchberger gestattete 1946 die Umbettung der sterblichen Überreste in das Kircheninnere, wo sich ihr Grab noch heute unter dem Josefsaltar befindet. Die politische Gemeinde ehrte Engelbrecht, indem sie eine Straße nach ihr in „Julianenweg“ umbenannte. Zu Beginn der 1970er-Jahre gab der beliebte Volksschriftsteller Pfarrer Alfons Maria Weigl das Büchlein Leben aus dem eucharistischen Herrn über das Leben der gottseligen Juliane Engelbrecht heraus. 2003 gedachte die Pfarrgemeinde des 150. Todestages Engelbrechts mit einer Gedenkmesse. Immer wieder kommen Menschen an ihr Grab, um ihre Fürsprache zu erbitten und um ihre Seligsprechung zu beten. Der Seligsprechungsprozess wurde bisher nicht eingeleitet.